# 4685 Каретников
4685 Каретников (4685 Karetnikov) — астероїд головного поясу, відкритий 27 вересня 1978 року.
Тіссеранів параметр щодо Юпітера — 3,177.